# 星際大戰 (1991年遊戲)
《星際大戰》（英語：Star Wars）是改編自同名電影《星際大戰》的動作遊戲，於1991年發行，對應紅白機平台。遊戲後登陸Game Boy、Game Gear和Master System平台。
《The Electric Playground》的Victor Lucas為Game Gear版遊戲打出7分（10分制），稱遊戲「有部分令人印象深刻的藝術設計和一點技術驚喜，是世嘉8位元掌上機中畫面最頂級的遊戲之一」。Game Gear版本入圍《GamePro》1993年年度掌機遊戲名單。